# イースター島
イースター島（イースターとう）は、チリ領の太平洋上に位置する火山島。現地語名はラパ・ヌイ（ラパ・ヌイ語: Rapa Nui）。また正式名はパスクア島（パスクアとう、スペイン語: Isla de Pascua）と言い、"Pascua"はスペイン語で復活祭（イースター）を意味する（後節も参照）。日本では英称由来の「イースター島」と呼ばれている。
面積は164km2、人口7750人の小さな島。モアイの建つ島として有名である。ポリネシアン・トライアングルの東端に当たる。最も近い有人島まで直線距離2000km余と、周囲にはほとんど島らしい島が存在しない絶海の孤島となっている。「ラパ・ヌイ」とはポリネシア系の先住民の言葉で「広い大地」（大きな端とも）を意味する。かつては、テ・ピト・オ・ヘヌア（世界のへそ）、マタ・キ・テ・ランギ（天を見る眼）などと呼ばれた。これらの名前は、19世紀の後半に実際に島にたどり着いたポリネシア人が付けたものである。その後改名される。

## 歴史

### ポリネシア人の移住
海底火山の噴火によって形成された島に最初の移民がたどり着いた時期については諸説ある。文字記録がないため発掘調査における炭素年代測定が有力な調査手段とされ、従来は4世紀-5世紀頃とする説や西暦800年頃とする説が有力だったが、近年の研究では西暦1200年頃ともいう。この移民は、はるか昔に中国大陸からの人類集団（漢民族の祖先集団）の南下に伴って台湾から玉突き的に押し出された人びと（→オーストロネシア語族を参照）の一派、いわゆるポリネシア人である。ポリネシア人の社会は、酋長を中心とする部族社会であり、酋長の権力は絶対で、厳然たる階級制度によって成り立っている。部族社会を営むポリネシア人にとって、偉大なる祖先は崇拝の対象であり、神格化された王や勇者たちの霊を部族の守り神として祀る習慣があった。タヒチでは、マラエと呼ばれる祭壇が作られ、木あるいは石を素材とするシンボルが置かれていたことからも、当時のラパ・ヌイでも同様に行われていたと想像できる。化石や花粉の研究から、当時のラパ・ヌイは、世界でも有数の巨大椰子（チリヤシの同種もしくは近縁種（Paschalococos））が生い茂る、亜熱帯性雨林の島であったと考えられている。初期のヨーロッパ人来航者は、「ホトゥ・マトゥア」という首長が、一族とともに2艘の大きなカヌーでラパ・ヌイに入植したという伝説を採取している。上陸したポリネシア人は鶏と大型のネズミ、ラットを共に持ち込んで食用とした。

### モアイの時代

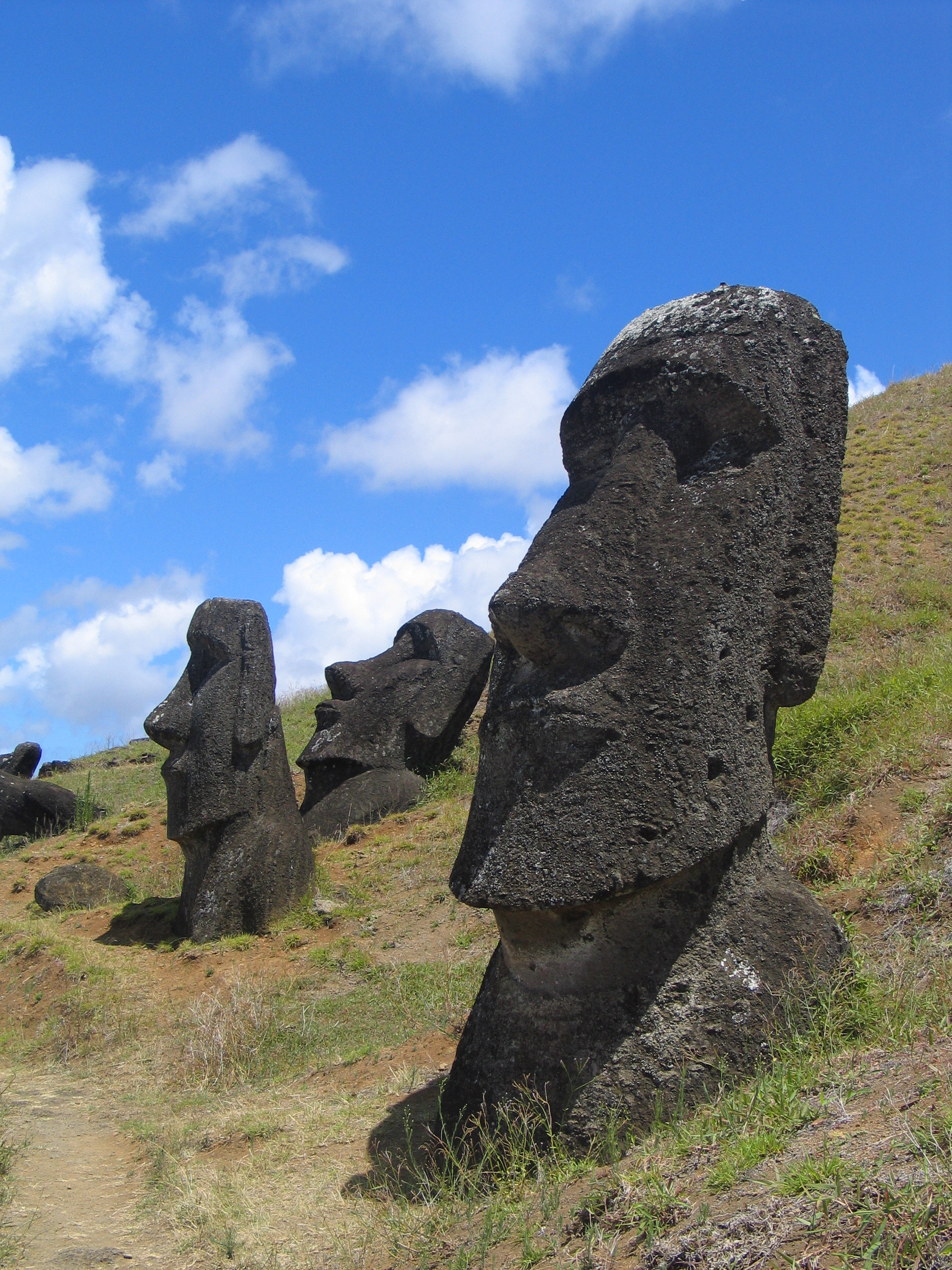
モアイ像

ジャレド・ダイアモンドらによれば、7世紀-8世紀頃にアフ（プラットホーム状に作られた石の祭壇）作りが始まり、遅くとも10世紀頃にはモアイも作られるようになったとされる。他のポリネシアの地域と違っていたのは、島が完全に孤立していたため外敵の脅威が全くなく、加工しやすい軟らかな凝灰岩が大量に存在していたことである。採石の中心は「ラノ・ララク」と呼ばれる直径約550mの噴火口跡で、現在でも完成前のあらゆる段階の石像が、散乱している彫る道具とともに残されている。最初は1人の酋長の下、1つの部族として結束していたが、代を重ねるごとに有力者が分家し部族の数は増えて行った。島の至る所に、それぞれの部族の集落ができ、アフやモアイも作られていった。
モアイは、比較的加工しやすい素材である凝灰岩を玄武岩や黒曜石で作った石斧を用い製作されていったと考えられており、デザインも時代につれ変化していった。第1期は人の姿に近いもので下半身も作られており、第2期は下半身がなく細長い手をお腹の辺りで組んでいる。第3期は、頭上に赤色凝灰石で作られた、プカオ（ラパヌイ語で髭あるいは髪飾り）と呼ばれる飾りものが乗せてある。第4期になって、いわゆる一般にモアイといって想像する形態（全体的に長い顔、狭い額、長い鼻、くぼんだ眼窩、伸びた耳、尖った顎、一文字の口など）を備えるようになった。18世紀になって西欧人が訪れるまで、島には銅器や鉄器の存在は確認されていない。当時作られたモアイや墳墓、石碑といった、考古学的に極めて重要な遺跡が数多く残されているが、この時期までが先史社会と考えてよく、ラパヌイ社会はこのあと転換期をむかえる。
よくモアイは「海を背に立っている」と言われているが、海沿いのものは海を背に、内陸部のものは海を向いているものもあり、正確には集落を守るように立てられている。祭壇の上に建てられたものの中で最大のものは、高さ7.8m、重さ80tにもなる。
現在、アフに立っている全ての像は、近年になって倒れていたものを立て直したものである。 島の東端にある、島最大の遺跡「アフ・トンガリキ」（アフの長さ100m）の上には、高さ5mを超える15体のモアイが立ち並んでいるが、これも1994年に周辺に倒れていた15体の像を、考古学者のクラウディオ・クリスティーノが55tの重量に耐えるクレーンを使って立て直したものである。
過去には、島にはもともと、巨大な像を作って動かす技術や知識がなく、モアイは南アメリカからやって来た人々の力で建てられたという仮説が有力だった。しかし島民の遺骨のDNAには、島外起源の遺伝情報は見つかっていない。最近の研究により、モアイは島民が自力で建設し、移動させたことがわかっている。

### 文明の崩壊
ポリネシア人がラパヌイ島に着いたとされる時期の森林は島を覆い尽くすほど茂っていたが、16世紀末頃までにほぼ消滅した。花粉分析から1300年頃までに椰子を初めとする全樹木類の花粉が減少してイネ科やカヤツリグサ科などの草本の花粉が急増していき、場所によりばらつきはあるが1500年〜1600年頃までには椰子、ハケケ、トロミロ、灌木の花粉が消滅する。椰子の実の化石を放射性炭素年代測定で分析した結果でも1500年以後のものは皆無である。環境破壊をしたのは島民自身であるという説と、島民が持ち込んだネズミによるという主に2説がある。

#### 原因は自然破壊や部族抗争による自滅が原因とする説
島民の入植から17世紀までの間モアイは作られ続けたが、18世紀以降は作られなくなり、その後は破壊されていった。平和の中でのモアイ作りは突然終息する。モアイを作り、運び、建てるためには大量の木材が必要で、伐採によって森が失われた。ジャレド・ダイアモンドは著書「文明崩壊」で、こうした人為的な自然破壊が究極的に文明崩壊を呼んだとする説を紹介した。それによれば、人口爆発（僅か数10年の間に4～5倍に膨れ上がり、1～2万人に達したという）と共に森林破壊が進んだ結果、肥えた土が海に流出し、土地が痩せ衰えて深刻な食糧不足に陥り、耕作地域や漁場を巡って部族間に武力闘争が生じた。モアイは目に霊力（マナ）が宿ると考えられていたため、相手の部族を攻撃する場合、守り神であるモアイをうつ伏せに倒し、目の部分を粉々に破壊した。その後もこの「モアイ倒し戦争」は50年ほど続き、森林伐採は結果として家屋やカヌーなどのインフラストラクチャー整備を不可能にし、ヨーロッパ人が到達したときは島民の生活は石器時代とほとんど変わらないものになっていた（この説そのものは、ダイアモンドより前から通説となっていたものである）。閉鎖された空間に存在した文明が、無計画な開発と環境破壊を続けた結果、資源を消費し尽くして最後にはほぼ消滅したという説は、現代文明の未来への警鐘として言及されることが多い。
一方、2020年にこの文明崩壊は、後述する西洋人の侵略が原因である説が出たことで論争となっている。
いずれにせよ、争いが起こったとされる時から数百年も後になってから、収集された口承だけを頼りにすることは、研究者の間で論争となっている。非常に狭く、住民全てが顔見知りという島であるため、「ほんの数人が死亡した事件でも、島全体に話が伝わり、何度も繰り返し話題にされれば、そのうち話が膨らんで実際よりもずっと残虐な出来事として伝えられてしまう」という可能性も指摘されている。

#### 原因は西洋人による侵略とする説
この説では、島民が、西洋人と接触した1722年には、まだ島の文明は崩壊していなかったとする。その後、西洋人が持ち込んだ疫病に加え、島の住民を奴隷として拉致したため、島の文明は崩壊したとされる。
テリー・ハントの2006年の研究では、まず、森を破壊した主因はラットによる食害だとしている。天敵が居ない環境にネズミが持ち込まれると、その急激な繁殖に伴って森林が破壊され、これを駆除すると森林が再生する様子は太平洋の他の島々の歴史上でも見られて来た。当島でも、発掘された植物の種子の多くにネズミにかじられた跡が見られ、文明の崩壊についても、そもそも島の人口が1万5千人以上などに達した証拠はなく、森林破壊が進んだ状態でも人口は安定的に推移しており、最終的に崩壊をもたらしたのは自然破壊ではなく西洋人との接触（後述）だと唱えている。2024年には、人口は最大4000人程度しかなかったとする説が出ている。
2020年のハントらの研究では、島民の人口が減ったのは西洋人による奴隷狩りが原因であるとする説では、従来言われていたような島民同士の殺戮は発生せず、苛烈な奴隷狩りと外部から持ち込まれた疫病の流行により文明が崩壊したとする。
部族の争いがあったにしては、人を殺すことを目的としたような殺傷能力のある「武器」が島内からほとんど発掘されておらず、島で使われていた「マタア」と呼ばれる石器は、人を刺し殺すような作業には適していないという。島内から発掘された469個の頭骨を調べたところ、マタアによるものと思われる切り傷の痕が見つかったのは、そのうちわずか2個だけだった。西洋人による侵略時にも、現地人は投石で戦ったとされる。このことから、口伝にあるような戦闘があったのかどうか疑問視する専門家もいる。また、自然破壊の原因の一つとされたモアイの運搬についても、従来説では木の橇と軌条を作り、その上を滑らせるという大量の木材を必要とする方法であったが、現在では、モアイを立てた状態で、縄で左右に揺らしながら、歩かせるように前に進める方法でも可能である事が、実験で確かめられている。この様子は、島に伝わる「モアイは自分で歩いた」との伝説にも合致する。

### ヨーロッパ人到達後

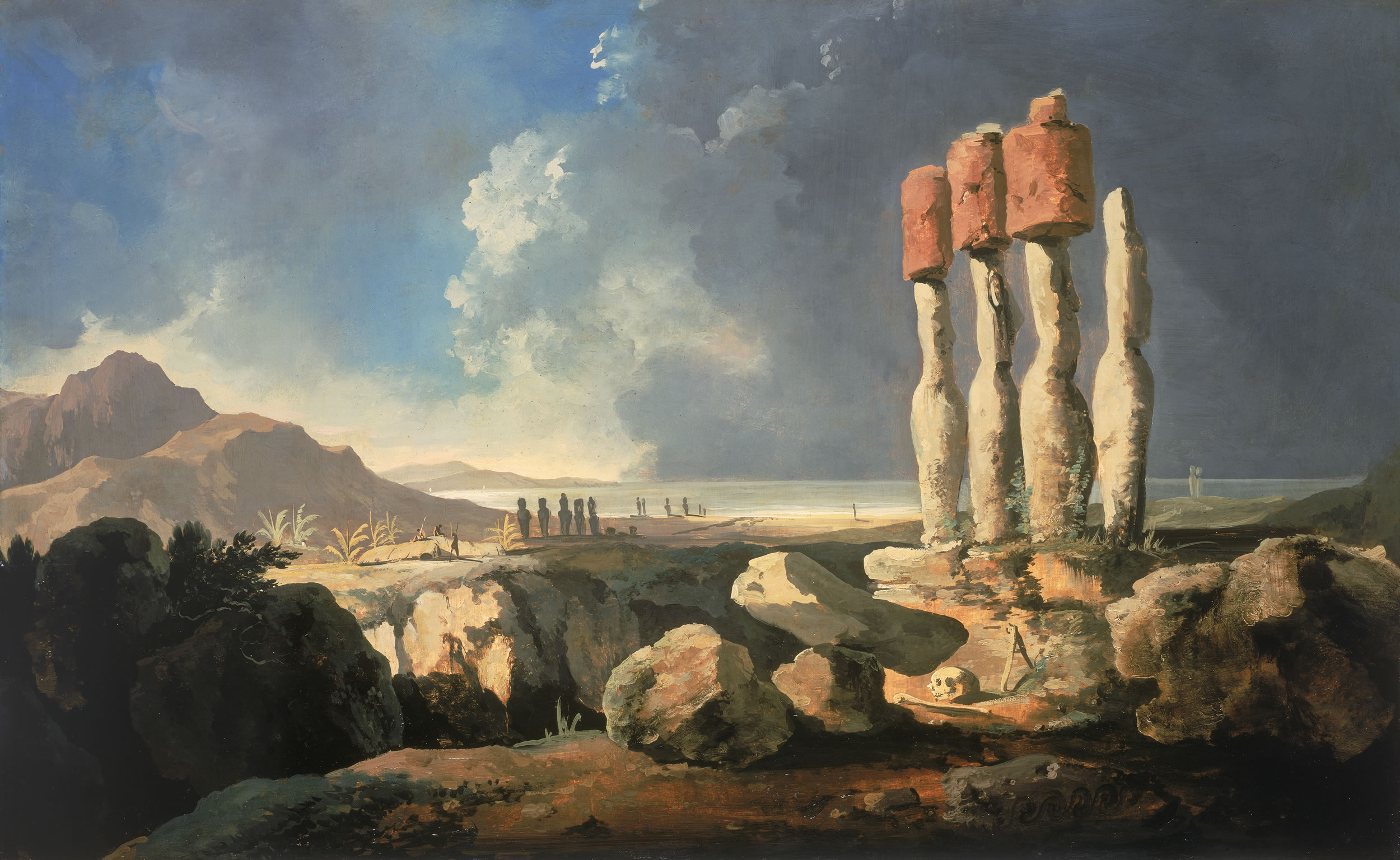
クック隊が記したイースター島。モアイは直立した姿で描かれている。

1722年の復活祭（イースター）の夜、オランダ海軍提督のヤーコプ・ロッヘフェーンが、南太平洋上に浮かぶ小さな島を発見する。発見した日にちなみ島名が付けられたとされている。この島に上陸したロッヘフェーンは、1,000体を超えるモアイと、その前で火を焚き地に頭を着けて祈りを捧げる島民の姿を目の当たりにする。なお、この時点では、まだ文明は崩壊していなかったという説がある。
1774年には、イギリス人探検家のジェームズ・クックも上陸しているが、倒れ壊されたモアイ像の数々を目にしたものの、半数ほどはまだ直立していたと伝えている。そして山肌には作りかけのモアイ像が、まるで作業を急に止めてしまったかのように放置されていた。伝承では1840年頃に最後のモアイが倒されたとされる。
18世紀〜19世紀にかけてペルー副王領政府（→ペルー）の依頼を受けたアイルランド人のジョセフ・バーンや、タヒチのフランス人の手によって、島民が奴隷として連れ出された。1862年に襲ったペルー人による奴隷狩りでは、数ヶ月間の内に当時の島民の半数に当たる約1,500人が島外に拉致された。また外部から持ち込まれた天然痘や結核が猛威を振るった結果、人口は更に激減し島民は絶滅寸前まで追い込まれ、1872年当時ではわずか111人であった。この過程でロンゴロンゴ文字を初めとする文化伝承は断絶した。
1888年にチリ領になり現在に至るが、1937年に軍艦建造の財源捻出目的で、サラ・イ・ゴメス島とともに売却が検討され、日本に対して打診があった。日本は主に漁業基地としての有用性を認めたが、在チリ国公使三宅哲一郎がアルトゥーロ・アレッサンドリ・パルマ大統領と面会したところ、アメリカ合衆国及びイギリスにも売却が打診されているとの説明がなされたため、しばらく静観するのが得策であるとの意見が出されている。
2016年時点において独立運動が起こっている。背景には急激に数を増しつつあるチリ本土からの移住者に土地や仕事、文化を乗っ取られつつあると考える現地住民の懸念や怒りがあるという。

## 地理

イースター島の地図、モアイの位置を示す

チリの首都であるサンティアゴから西へ3,700km、タヒチから東へ4,000kmほどの太平洋上に位置し、ペルー海流が周辺海域は渦巻き、近海は海産資源豊富な漁場であり、とくにカタクチイワシが多く捕れる。全周は60km、面積は180km2ほどであり、北海道利尻島とほぼ同じ大きさである。島全体が、ラパ・ヌイ国立公園としてチリ政府により国立公園に登録されている。また1995年に世界遺産に登録されている。
最も近いサラ・イ・ゴメス島でも東北東に415km離れている絶海の孤島であり、人の住む最も近い島であるピトケアン島までは約2,000kmの距離がある。
やや乾燥した気候で年間降雨量は1,250mmと少ないものの、バナナ、サトウキビなどの栽培には十分である。一方、河川がないため灌漑用水の確保はしにくく、タロイモ栽培などには適していない。

### 気候
イースター島は海洋性亜熱帯気候で、温暖で湿度が高い。雨季と乾季があり、5～10月が雨季で冬、11～4月が乾季で夏となる。平均気温は雨季で約19℃、乾季は約22℃。一年を通して日差しが強く、風も強い。

### 地質
マグマの噴出によって造られた小さな火山島であり、上空から見ると三角形をした島の各頂点には、カウ山、カティキ山、テレバカ山の3つの火山がある。テレバカ山（海抜507m、海底からは約2,000mの高さがある）が島の大部分を占め、他の2つの他に多数の噴火口や火口湖がある。ガラパゴス諸島やハワイ諸島と同じ玄武岩で鉄分が多く75万年前に形成され、最新の噴火は約10万年前とされるが、20世紀前半に水蒸気の噴出が記録されている。

## 交通

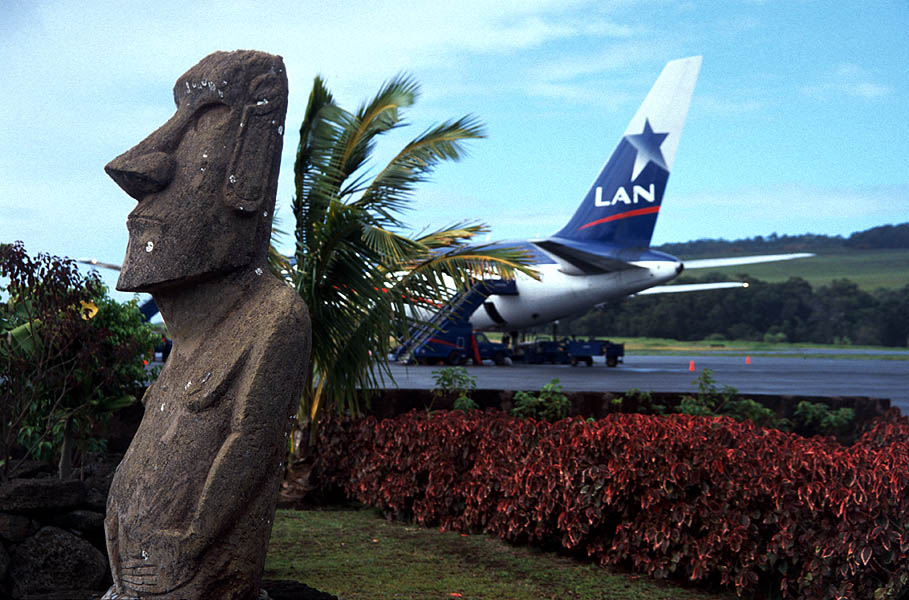
マタベリ国際空港

### 島内
島の人口は約7000人。島内にはチリ海軍が駐留し、数か月に1度は物資とともに海兵隊もやって来る。
鉄道は敷設されていないが、主要道路については舗装されており、島内の主な交通手段としては、乗り合いバスもしくはタクシーが、主な公共交通手段として、島民や観光客に利用されている。観光客には、レンタカー、レンタルバイクも利用されることが多い。
島内には、レストラン、ホテル、ディスコ、ガソリンスタンド、インターネットカフェ、ビデオレンタルショップ、学校、病院、博物館、郵便局、放送局（テレビ局3局、ラジオ局1局）等の施設が整っており、島の暮らしは至って現代的である。

### 島外
LATAM チリが、マタベリ国際空港とサンティアゴ、リマ、タヒチのパペーテとの間に定期便を運航している。近隣諸島との間には貨客船も運航されている。
なお、マタベリ国際空港の滑走路は、島の規模には不釣合いな3,300mと長大なものであるが、これはかつてNASAがスペースシャトルをヴァンデンバーグ空軍基地から打ち上げる計画を持っていたため、その際の緊急着陸場 (TAL sites) のひとつとして整備されたものである。チャレンジャー号爆発事故によってこの計画も中止されたため、緊急着陸地のリストから外された。

## 文化

### 文字

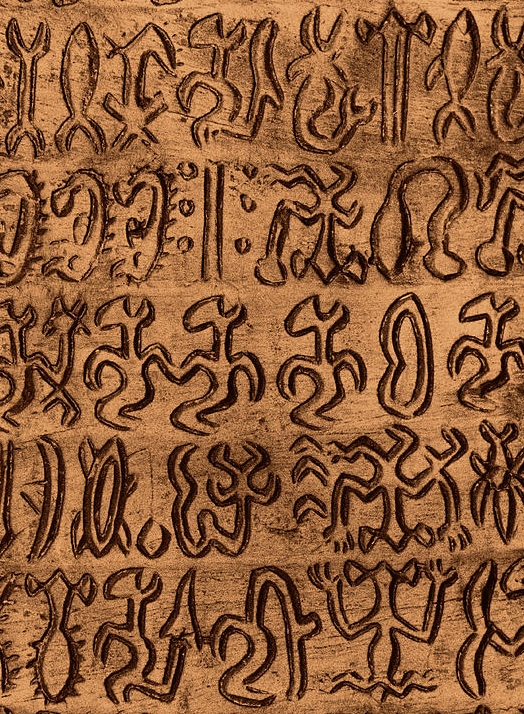
ロンゴロンゴが記された文字板

住民はロンゴロンゴと呼ばれる絵文字を持っていた。この絵文字は古代文字によく見られる牛耕式と呼ばれる方法で書かれ、1行目を読み終えると逆さにして2行目を読むというように、偶数行の絵文字が逆さになっている。板や石に書かれ、かつては木材に刻まれたものが多数存在したようである。
この文字は伝統的に支配者家族や神官に伝えられていたが、1862年のペルー人の襲撃による奴隷化と後続した疫病を通じてこれらの識字層が全滅してしまい、それ以降は内容を判読できない島民たちによって薪や釣り糸のリールなどにされ多数の文字資料が失われたという。そのため僅か26点しか現存せずそれらは全て島外に持ち出されて各国の博物館などに収蔵されている。
また、現在のラパ・ヌイ人はフランス人の奴隷狩りによりタヒチに連れ去られ、その後に戻ってきた人々の子孫であり現行のラパ・ヌイ語はタヒチ語の影響を強く受けた言語である。古代ラパ・ヌイ語についてはヨーロッパ人による僅かな記録をたどるほかは、現行のラパ・ヌイ語から復元する以外知る手立てはない。したがって解読は難しいとされている。

### 祭り
タパティ・ラパ・ヌイ（スペイン語名：Tapati es una fiesta）は、バナナの木に登り、丘を滑り降りる祭りである。祭りは毎年行われ、開催期間は2週間にわたる。

## その他
1.この島を舞台にした、ケビン・コスナー製作のアメリカ映画『モアイの謎』が1994年に制作された。

2.イースター島と地球の未来について述べた説明文『モアイは語る ―地球の未来―』(安田喜憲)は、日本の中学校の教科書に掲載された(光村図書)。